# Ffos-y-ffin
Ffos-y-ffin é uma vila próxima à Aberaeron, Gales. Estando na estrada A487. O lugar é casa de papagaios vermelhos, possui uma estrada pitoresca entre Aberystwyth e Cardigan, tendo uma casa pública chamada "Red Lion". O nome traduzido ao Inglês seria como "Boundary Ditch" (Divisa do Fosso), o fosso em questão pode ser visto a partir da ponte pouco antes do pub.